# 张利东
张利东（1979年—）是一位中国企业家。

## 生平
1979年出生于山西临汾永和县，曾任职于太原都市生活网，2002年加入《京华时报》担任编辑和记者，后升任副总裁兼广告中心主任。2013年加入字节跳动担任高级副总裁，曾在内部孵化穿山甲、懂车帝、幸福里，以及部分小游戏等产品。2020年3月12日升任北京字节跳动董事长。